# Тірсо де Моліна
Ті́рсо де Молі́на (ісп. Tirso de Molina, за народженням Габріель Тельєс ісп. Gabriel Téllez; 24 березня 1579, Мадрид — 12 березня 1648, Альмасан) — іспанський драматург, доктор богослов'я, монах і офіційний історіограф ордену мерседаріїв. Автор більш ніж 400 віршованих п'єс, з яких до наших часів дійшло лише 84 комедії і 5 «ауто». Також у своїй творчості звертався до різних прозаїчних жанрів — збірка новел на різні теми «Толедські вілли» (ісп. Los cigarrales de Toledo), надрукована у 1624 році.

## Біографія
Народився 24 березня 1579 року у родині ремісниківАндреса Лопеса і Хуани Тельєс, які мешкали в містечках провінції Гвадалахара — Моліне і Таравільє. Існує вельми сумнівна версія, що Габріель Тельєс був незаконним сином дона дона де Моліна де Херрера, герцога Осуни, однак багато науковців це заперечують.
4 листопада 1600 року Габріель Тельєс вступив до ордену мерседаріїв, який займався викупом іспанців, які потрапили в алжирський полон. 21 січня 1601 року він став послушником у монастирі Сан-Антолін у Гвадалахарі. Після успішного проходження терміну послуху прийняв постриження у монахи в 1606 році вже в толедському монастирі мерседаріїв.
У Толедо він навчався теології і в цьому місті познайомився з Лопе де Вегою, якого вважав надалі своїм вчителем. Там Габріель Тельєс і розпочав свою драматургічну діяльність, взявши псевдонім «Тірсо де Моліна». Вже перші його спроби у драматургії призвели до виникнення проблем з релігійною владою, що привело до його закриття у 1614—1615 роках в монастирі міста Естеркуель, в Арагоні.
Після цього влада зажадала його відправлення з Іспанії — в 1616—1618 рр.  він був проповідником у Санто-Домінго на Гаїті, де викладав у місцевому університеті, читав лекції з теології і брав участь у церковних поетичних змаганнях. По поверненню до Мадриду продовжилася і його світська театральна діяльність.
У 1618 році Тірсо де Моліна втратив батька, а у 1620 році — матір. Поселився у Мадриді й протягом наступних п'яти років брав активну участь у літературному житті столиці, продовжуючи одночасно просуватися по ієрархічних сходах ордена.
У 1621 році Тірсо де Моліна вдалося опублікувати «Толедські вілли» — книгу, побудовану на зразок «Декамерона», яка включала комедію «Сором'язливий у палаці», оповідання «Троє висміяних чоловіків» та низку інших творів. Тим часом над драматургом, який поєднував ренесансні ідеали і тверезий погляд людини XVII століття на іспанське суспільство, яке не соромилось критики фаворитизму і жвавого обговорення зловживань фактичного іспанського правителя того часу графа-герцога де Олівареса, знову нависла небезпека.
У 1624 році на Тірсо де Моліна завели справу у судовій «Хунті де реформасьйон», а в 1625 році було підготовлене рішення про заборону драматургові писати світські твори і «відправити його у найвіддаленіший монастир ордену» через «скандал, викликаний його комедіями, які він пише у світській манері, пробуджуючи схильність до дурного і подаючи поганий приклад». Це рішення не було виконане в повній мірі. Поет продовжував писати комедії і продавати їх театральним трупам, а також насмілився опублікувати зібрання своїх п'єс, але зрештою був змушений покинути Мадрид — його відправили до монастиря в місті Куенка. Але у 1626 році Тірсо де Моліна був обраний командором монастиря у Трухільйо строком на три роки. Там він написав драматичну трилогію про завоювання Перу, прославляючи Франсиско Пісарро та його братів.
У 1630 році вийшла його найвідоміша драма «Севільський спокусник, або Кам'яний гість» (ісп. El burlador de Sevilla y convidado de piedra, 1630).
У 1638 році Тірсо де Моліна повернувся до Мадриду. У 1639 році в Каталонії його було призначено генеральним історіографом ордену мерседаріїв, і тоді ж папа Урбан VIII надав йому ступінь магістра. У 1639 році Тірсо видав книгу «Розважальне повчання», а також п'ять частин «Комедій маестро Тірсо де Моліна». У 1640 році мадридським ченцям було заборонено писати сатиру на владу, тому Тірсо де Моліна був повторно засланий у монастир у місті Куенка. У 1642 році він знову став з'являтися у різних монастирях ордена і з 1643 року оселився в Толедо. У 1645 році отримав місце командора монастиря у Сорії.
Тірсо де Моліна помер 12 березня 1648 року у монастирі Альмасан, на березі річки Дуеро.

## Тірсо де Моліна як драматург
Тірсо де Моліна належить до групи драматургів так званої «школи Лопе де Веги», але найбільше наблизився він до свого попередника в історичних і любовних творах. На відміну від Лопе де Веги, Тірсо часто ускладнював інтригу, ставлячи акцент на цікавій фабулі(найбільш віртуозно йому це вдалося у комедії «Дон Хіль Зелені штани»). Зрілі ж комедії Тірсо де Моліна можна назвати психологічними, наприклад п'єса «Благочестива Марта», розповідь про хитру дівчину, яка вдягає маску святенниці заради того, щоб всупереч своєму батькові з'єднатися з коханим.
Поглиблений психологізм Тірсо можна побачити не тільки в тому, що він більш докладно, ніж Лопе де Вега, розкрив внутрішній світ своїх героїв; його персонажі діють, керуючись більш — менш точним психологічним розрахунком. Тому перемагає той, хто зміг найбільш майстерно приховати свої наміри під відповідною випадку маскою і, разом з тим, розпізнати наміри суперника, який теж приховує їх.
Найяскравішим твором Тірсо де Моліна є драма «Севільський спокусник, або Кам'яний гість» — найперша в історії світової літератури драматична обробка легенди про Дона Хуана. П'єса Тірсо де Моліна носить алегоричний характер і розповідає про те, як людина, яка бачить в житті лише гру і відтермінує каяття на потім, губить свою душу. Дон Хуан керується хтивістю і запалом, кожне зваблення жінки знаменує нову ступінь його падіння. Всі героїні п'єси, окрім доньї Анни, виявляються уразливими в силу своєї особистої гріховності. Вважають, що саме Тірсо де Моліна був першим в світі драматургом, який вивів у своїх драмах настільки сильні образи жінок-героїнь.
Дон Хуан — це карикатура на ренесансний ідеал автономної особистості, яка звільнилась від норм релігії та середньовічної моралі, але натомість не набула ніяких нових принципів. Він геній розрухи, хижак. Але він дуже привабливий завдяки своїй сміливості, енергії, дотепності, а його зухвалість пояснюється тим, що його батько — суддя і королівський фаворит.
Аморальність Дона Хуана, на думку Тірсо, не може залишатися без кари. Поява кам'яної статуї сприймається як божественне покарання за розпусту. При цьому автор підкреслює, що поведінка Дона Хуана при дворі сприймається як невинні пустощі юнака.
У п'єсі образ кам'яної статуї поєднав у собі два змісту — соціально-політичний (виступ проти фаворитизму) і філософсько-релігійний (положення людини перед Богом). З одного боку, суд вершить саме небо, з іншого — суспільство. Вже після смерті дона Хуана до короля приходять знеславлені родичі, які вимагають відкритого осуду поведінки «пустуна». Король змушений засудити вчинки дона Хуана і, тим самим, виступити проти улюбленців двору. Такий фінал п'єси був достатньо сміливим кроком драматурга, який зазіхнув на непорушні закони світського суспільства.
Тірсо де Моліна першим розробив у літературі образ дона Хуана. Пізніше до нього зверталися у 1652 році італійський драматург Онофріо Жіліберто «італ. Convitato di pietra», в подальшому — видатний французький драматург Мольєр, Карло Ґольдоні, Джордж Гордон Байрон, Проспер Меріме, Олександр Сергійович Пушкін, композитори Крістоф Віллібальд Глюк, Луїджі Керубіні, Вольфганг Амадей Моцарт, О. С. Даргомижський, Ріхард Штраус, але саме образ дона Хуана, створений Тірсо де Моліна, був найбільш близьким до релігійної ідеї численних легенд про розпусника, у вигляді якого втілились містичний еротизм, зневага до людей і відчай.

## Творчий доробок (найзначніші твори)
- «Сором'язливий у палаці» (1611)
- «Покарання легковажності» (напис. 1613)
- Трилогія «Свята Хуана» (1614)
- «Кохання і ревнощі змусять стати розумнішим» (1616)
- «Правда завжди допомагає» (1623)
- «Кохання-лікар» (1625?)
- «Дон Хіль Зелені штани» (вид. 1630)
- «Севільський спокусник, або Кам'яний гість» (вид. 1630)
- Драма «Обачність жінки» (вид. 1634)
- «Найкраща жниця» (вид. 1634)
- «Жінка, яка керує в домі» (вид. 1635)
- «Богородиця оливкового гаю» (вид. 1636)
- Героїчна комедія «Антона Гарсія» (вид. 1635)
- «Осуджений за брак віри» (вид. 1635)
- «Благочестива Марта» (вид. 1636)